# Philip Lutley Sclater
Philip Lutley Sclater (4. listopadu 1829 Wootton St Lawrence – 27. června 1913 Odiham) byl britský ornitolog.
Pocházel z rodiny drobné venkovské šlechty, vystudoval Winchester College a práva na oxfordské Corpus Christi College, navštěvoval také přednášky přírodovědce Hugha Edwina Stricklanda. Po škole provozoval advokátní praxi, byl také tajemníkem svého bratra, politika George Sclater-Bootha. V roce 1856 podnikl zoologickou výpravu do oblasti Velkých jezer. Roku 1857 byl přijat do londýnské Linného společnosti, v letech 1860–1902 byl tajemníkem Londýnské zoologické společnosti, stál také u zrodu ornitologického časopisu The Ibis. Je řazen k průkopníkům kladistiky a zoogeografie, na základě podobností mezi indickou a madagaskarskou faunou formuloval hypotézu o potopeném kontinentu Lemurie. Působil v Královské společnosti a v mezinárodní komisi pro zoologickou nomenklaturu zřízené roku 1895, v roce 1901 obdržel čestný doktorát Oxfordské univerzity.
Svoji sbírku ptactva, která obsahovala okolo devíti tisíc exemplářů, věnoval Přírodopisnému muzeu v Londýně. Jako první popsal řadu živočišných druhů, jako jsou okapi, kočkodan čepičatý, gueréza angolská, rajka volavá, ara horský, kněžík proměnlivý nebo husice rudohlavá. K druhům, které podle něj nazvali jiní přírodovědci, patří bažant Sclaterův, jestřáb Sclaterův, lemur Sclaterův, rejsek Sclaterův, sumiček Sclaterův, tučňák chocholatý (Eudyptes sclateri), střízlík kropenatý (Pheugopedius sclateri) nebo mravenčík bažinný (Sclateria naevia).
Jeho syn William Lutley Sclater byl také významným zoologem.

## Dílo
- Exotic Ornithology (1866-1869)
- Nomenclator Avium (1873, spoluautor Osbert Salvin)
- Argentine Ornithology (1888-1889, spoluautor Wilfred Hudson Osgood)
- The Book of Antelopes (1894-1900), spoluautor Oldfield Thomas)